# برنار تونه
برنار تونه (تلفظ فرانسوی: [bɛʁ.naʁ te.və.nɛ]؛ زادهٔ ۱۰ ژانویهٔ ۱۹۴۸) رکابزن حرفه‌ای سابق اهل فرانسه است که در رشتهٔ دوچرخه‌سواری جاده فعالیت می‌کرد. او توانست دو بار در سال‌های ۱۹۷۵ و ۱۹۷۷ برندهٔ تور دو فرانس شود و به حکومت ادی مرکس خاتمه دهد. هرچند اعتراف او به استفاده از استروئیدها طی دوران فعالیتش این موفقیت‌ها را کمرنگ کرد. تونه دو بار نیز برندهٔ دوفینه لیبره شد.

## آغاز زندگی
تونه در خانواده‌ای کشاورز در سون-ا-لوآر در بورگونی زاده شد و در سال ۱۹۶۱ تور دو فرانس را برای نخستین بار تماشا کرد. تونه در گروه کر کلیسای روستا فعالیت می‌کرد و به گفتهٔ خودش، کشیش زمان مراسم عشای ربانی را جلو انداخت تا آنان بتوانند رکابزنان عبوری را ببینند.
از شش سالگی، ترک دوچرخهٔ خواهرش می‌نشست و یک سال بعد، خودش صاحب دوچرخه شد. در ۱۴ سالگی به عنوان جایزهٔ گذراندن امتحانات مدرسه، دوچرخه‌ای به او داده شد. والدین تونه برای کار در مزرعه به او نیاز داشتند، ولی آرزوهای پسرشان را نیز می‌دانستند. آنان نخستین بار از طریق روزنامهٔ محلی از مسابقه دادن برنار آگاه شدند. رئیس باشگاه از والدین او برای تماشای مسابقهٔ بعدی دعوت کرد و تونه در آن برنده شد.
تونه در سال‌های ۱۹۶۵ و ۱۹۶۶ قهرمان بورگونی و در سال ۱۹۶۸ قهرمان جوانان فرانسه شد. در سال ۱۹۶۷ مربی باشگاه ای‌سی‌بی‌بی در بولونی-بیانکور برای ثبت نام تونه در تیم خود، تا خانهٔ او رفت. او در سال ۱۹۶۹ وارد خدمت سربازی شد.

## فعالیت حرفه‌ای
تونه در سال ۱۹۷۰ حرفه‌ای شد و به تیم پژو–بی‌پی–میشلن پیوست. در سال ۱۹۷۰ در حالی که در فهرست ذخیرهٔ تیم برای تور دو فرانس نیز قرار نداشت، با بیماری دو رکابزن دو روز پیش از آغاز مسابقه، وارد فهرست تیم شد و نخستین پیروزی خود را در یک مرحلهٔ کوهستانی در پیرنه به دست آورد.
در تور ۱۹۷۲ تونه در یک سرپایینی به‌شدت زمین‌خورد و دچار فراموشی موقت شد. البته حاضر به کناره‌گیری از تور نشد و چهار روز بعد، مرحله‌ای بر فراز مون ونتو را با پیروزی پشت سر گذاشت. در تور ۱۹۷۳ پس از لوئیس اوکانیا دوم شد؛ ولی در تور ۱۹۷۴ در مرحلهٔ ۱۱ به دلیل بیماری وادار به کناره‌گیری شد.
در تور ۱۹۷۵ تونه در گردنهٔ ایزور به ادی مرکس حمله کرد. مرکس که از کمردرد رنج می‌برد، تلاش کرد تونه را متوقف کند؛ ولی نتوانست و رهبری را از دست داد. به گفتهٔ پیر شانی، تونه هفت بار در سربالایی گردنه‌شان حمله کرد و مرکس هر بار پاسخ داد. سپس در چهار کیلومتر پایانی، مرکس ناگهان ضعیف شد و تونه به پیروزی رسید.
تونه در سال ۱۹۷۷ نیز برندهٔ تور شد. در زمستان همان سال، به دلیل بیماری کبد به بیمارستان منتقل شد. خودش دلیل آن را مصرف بلندمدت استروئیدها می‌دانست. چند ماه بعد، در تور ۱۹۷۸ شرکت کرد؛ ولی در دومین مرحلهٔ کوهستانی با آمبولانس از مسابقه خارج شد.

## بازنشستگی
تونه مدیر ورزشی تیم لا ردوت در سال ۱۹۸۴ و آرام‌او در سال‌های ۱۹۸۶ و ۱۹۸۷ بود. سپس مفسر تلویزیونی شد و شرکتی را برای فروش لباس دوچرخه‌سواری با نام خودش تأسیس کرد.
پس از آن که سازمان ورزشی آموری برگزاری کریتریوم دوفینه را به عهده گرفت، تونه در سال ۲۰۱۰ مسئول برگزاری آن شد.

## نتایج در گرند تورها
|                 | ۱۹۷۰   | ۱۹۷۱   | ۱۹۷۲ | ۱۹۷۳   | ۱۹۷۴      | ۱۹۷۵ | ۱۹۷۶      | ۱۹۷۷ | ۱۹۷۸      | ۱۹۷۹   | ۱۹۸۰   | ۱۹۸۱   |
| تور دو فرانس    | ۳۵     | ۴      | ۹    | ۲      | ناتمام-۱۱ | ۱    | ناتمام-۱۹ | ۱    | ناتمام-۱۱ | نرفت   | ۱۷     | ۳۷     |
| پیروزی در مراحل | ۱      | ۱      | ۲    | ۲      | ۰         | ۲    | ۰         | ۱    | ۰         | —      | ۰      | ۰      |
| رده‌بندی کوهستان | بی‌رتبه | ۷      | ۸    | ۴      | بی‌رتبه    | ۴    | بی‌رتبه    | ۴    | بی‌رتبه    | —      | بی‌رتبه | بی‌رتبه |
| رده‌بندی امتیازی | بی‌رتبه | ۱۱     | ۱۶   | ۴      | بی‌رتبه    | ۱۱   | بی‌رتبه    | ۸    | بی‌رتبه    | —      | بی‌رتبه | بی‌رتبه |
| جیرو دیتالیا    | نرفت   | نرفت   | نرفت | نرفت   | نرفت      | نرفت | نرفت      | نرفت | نرفت      | ۳۱     | نرفت   | نرفت   |
| پیروزی در مراحل | —      | —      | —    | —      | —         | —    | —         | —    | —         | ۰      | —      | —      |
| رده‌بندی کوهستان | —      | —      | —    | —      | —         | —    | —         | —    | —         | بی‌رتبه | —      | —      |
| رده‌بندی امتیازی | —      | —      | —    | —      | —         | —    | —         | —    | —         | بی‌رتبه | —      | —      |
| ووئلتا اسپانیا  | نرفت   | ۴۴     | نرفت | ۳      | ناتمام    | نرفت | نرفت      | نرفت | نرفت      | نرفت   | ۱۴     | نرفت   |
| پیروزی در مراحل | —      | ۰      | —    | ۱      | ۰         | —    | —         | —    | —         | —      | ۰      | —      |
| رده‌بندی کوهستان | —      | بی‌رتبه | —    | بی‌رتبه | بی‌رتبه    | —    | —         | —    | —         | —      | بی‌رتبه | —      |
| رده‌بندی امتیازی | —      | بی‌رتبه | —    | بی‌رتبه | بی‌رتبه    | —    | —         | —    | —         | —      | بی‌رتبه | —      |

| ۱        | برنده                               |
| ۲–۳      | سه نفر اول                          |
| ۴–۱۰     | ده نفر اول                          |
| ۱۱–      | گذر از خط پایان                     |
| نرفت     | در مسابقه شرکت نکرد                 |
| ناتمام-x | به پایان نرساند (انصراف در مرحله x) |
| DNS-x    | آغاز نکرد (عدم شرکت در مرحله x)     |
| اخراج    | اخراج شد                            |
| ناموجود  | مسابقه/رده‌بندی انجام نشد            |
| بی‌رتبه   | در رده‌بندی گنجانده نشد              |